# Joaquim Coutinho
Joaquim Coutinho Correia de Oliveira, ou apenas Joaquim Coutinho, (Nazaré da Mata, 30 de janeiro de 1936 – Recife, 14 de março de 1981) foi um advogado, servidor público, pecuarista e político brasileiro, outrora deputado federal por Pernambuco.

## Dados biográficos
Filho de Hélio Coutinho Correia de Oliveira e Dinorá Guerra Coutinho Correia de Oliveira. Advogado formado pela Universidade Federal de Pernambuco em 1958, foi redator da Assembleia Legislativa de Pernambuco e em 1961 assumiu a chefia de gabinete de Moura Cavalcanti, governador do Território Federal do Amapá durante o Governo Jânio Quadros. Adido cultural brasileiro em Túnis (capital da Tunísia) em 1962, assumiu a chefia da Casa Civil no governo Paulo Guerra após a instauração do Regime Militar de 1964, assumindo mais tarde o cargo de secretário para Assuntos Extraordinários. Nessa época integrava os quadros do PSD.
Com a imposição do bipartidarismo, optou pela ARENA e foi eleito sucessivamente deputado estadual em 1966 e deputado federal em 1970, 1974 e 1978. Sofreu um acidente automobilístico em 30 de setembro de 1979, que o deixou numa cadeira de rodas e debilitou sua saúde. Em 1980 ingressou no PDS e foi eleito presidente da Comissão de Relações Exteriores da Câmara dos Deputados, falecendo no ano seguinte no Recife, vítima de trombose cerebral.
Seu tio, Alcedo Coutinho, foi eleito deputado federal por Pernambuco em 1945  e seu pai, Hélio Coutinho, representou o estado como senador e deputado federal, na condição de suplente convocado.